# Listă de forme de relief pe Ganymede

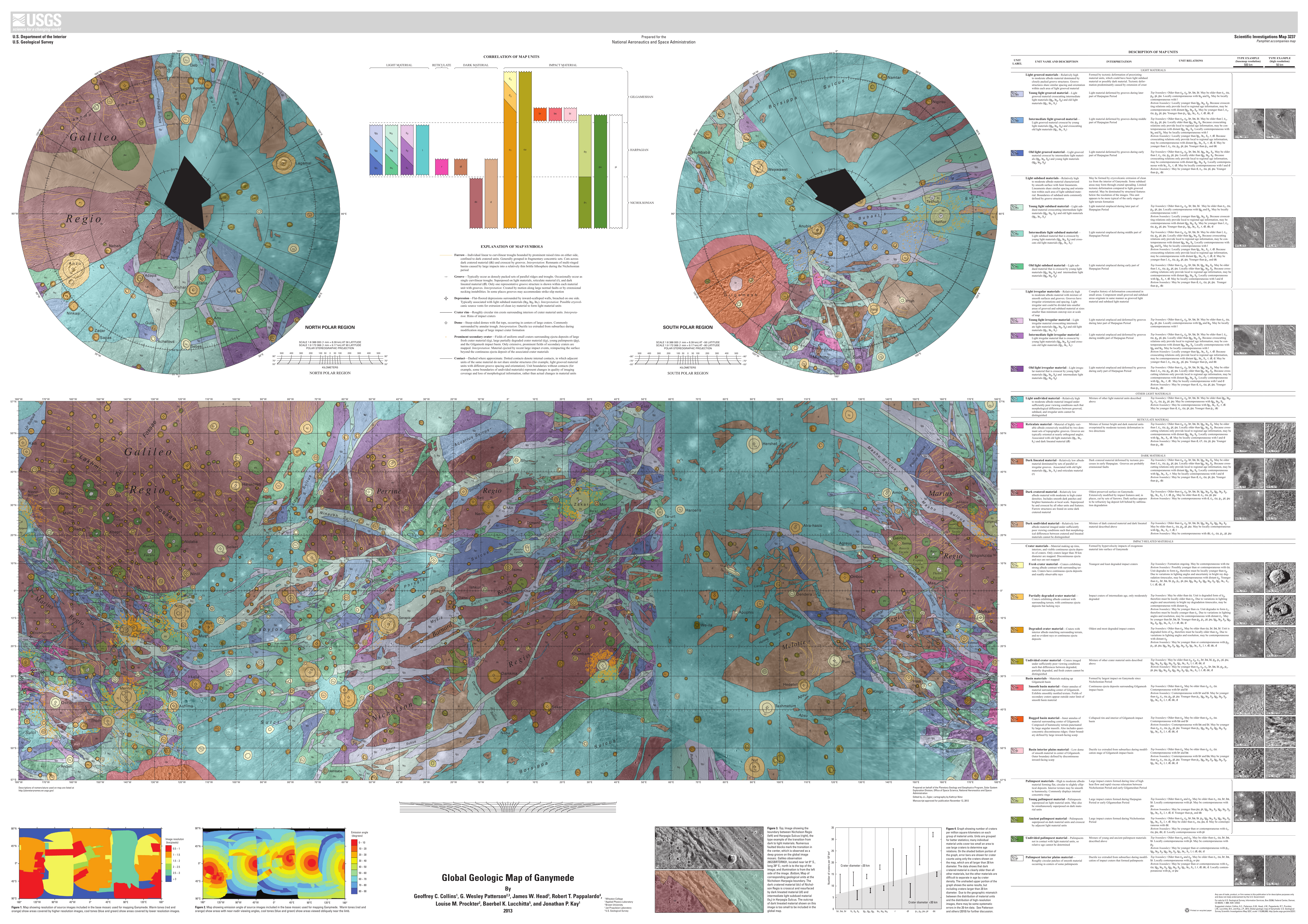
Harta geologică a lui Ganymede (11 februarie 2014).

Aceasta este o listă de forme de relief numite, cu excepția craterelor, pe Ganymede, un satelit al lui Jupiter. Lista este completă din august 2022.

## Catenae (lanțuri de cratere)
| Nume          | Latitudine | Longitudine | Diametru | Anul numirii | Omonim                                                    |
| ------------- | ---------- | ----------- | -------- | ------------ | --------------------------------------------------------- |
| Enki Catena   | 38,84N     | 13,86 W     | 160      | 1997         | Enki, principalul zeu al apei din Apsu.                   |
| Khnum Catena  | 32,9N      | 349,27 W    | 66       | 1997         | Khnum, zeul creației egiptene.                            |
| Nanshe Catena | 15,4N      | 352,9 W     | 103,8    | 1997         | Zeița izvoarelor și canalelor, fiica lui Enki.            |
| Terah Catena  | 7,1N       | 277,6 W     | 283      | 2000         | Zeul fenician al lunii care s-a luptat cu Keret în Negeb. |

## Faculae
| Nume              | Latitudine | Longitudine | Diametru | Anul numirii | Omonim                                                                                         |
| ----------------- | ---------- | ----------- | -------- | ------------ | ---------------------------------------------------------------------------------------------- |
| Abydos Facula     | 33,4N      | 153,4 W     | 180      | 1985         | Abydos, oraș egiptean în care se venera Osiris.                                                |
| Akhmin Facula     | 27,7N      | 189,5 W     | 245      | 1997         | Akhmim, oraș egiptean unde Min a fost venerat.                                                 |
| Bigeh Facula      | 29,0N      | 94,3W       | 224      | 2000         | Bigeh, insula unde locuia Hapi, zeul egiptean al Nilului.                                      |
| Busiris Facula    | 15,7N      | 215,4 W     | 369      | 1985         | Busiris, oraș din Egiptul inferior unde Osiris a fost instalat pentru prima dată ca zeu local. |
| Buto Facula       | 13,2N      | 203,5 W     | 245      | 1985         | Mlaștină unde Isis a ascuns trupul lui Osiris.                                                 |
| Coptos Faculă     | 9,9N       | 209,2 W     | 329      | 1985         | Coptos, orașul timpuriu din care au plecat caravanele.                                         |
| Edfu Facula       | 25,7N      | 147,1 W     | 184      | 1985         | Edfu, oraș egiptean în care era venerat Horus.                                                 |
| Heliopolis Faculă | 18,5N      | 147,2 W     | 50       | 1997         | Heliopolis, orașul sacru egiptean al soarelui.                                                 |
| Hermopolis Faculă | 22,4N      | 195,3W      | 260      | 1997         | Hermopolis, locul unde se venera Unut.                                                         |
| Memphis Faculă    | 14.1N      | 131,9 W     | 361      | 1985         | Memphis, vechea capitală a regatului inferior.                                                 |
| Siwah Facula      | 7,0N       | 143,1 W     | 220      | 1985         | Siwa, oracolul oază al lui Zeus-Amon; vizitat de Alexandru.                                    |
| Tettu Facula      | 37,6N      | 161,2 W     | 189      | 1985         | Oraș egiptean unde se venerau Hatmenit și Osiris.                                              |
| Thebes Faculă     | 7,1N       | 202,4 W     | 360      | 1985         | Teba, vechea capitală a regatului superior.                                                    |

## Fossae (șanțuri)
| Nume          | Latitudine | Longitudine | Diametru | Anul numirii | Omonim                                                                     |
| ------------- | ---------- | ----------- | -------- | ------------ | -------------------------------------------------------------------------- |
| Lakhamu Fossa | 11,6S      | 227,7 W     | 370      | 1985         | Monstru dragon, sau forță naturală divină produsă de Apsu și Tiamat.       |
| Lakhmu Fossae | 50,4N      | 128,0 W     | 3.700    | 1985         | Lahmu, monstru dragon sau forță naturală divină produsă de Apsu și Tiamat. |
| Zu Fossae     | 38,5N      | 150,5 W     | 2.900    | 1985         | Anzû (Zu), dragon al haosului ucis de Marduk.                              |

## Paterae
| Nume            | Coordonate                          | Diametru | Anul numirii | Omonim |
| --------------- | ----------------------------------- | -------- | ------------ | --- |
| Hammamat Patera | 24°14′S 318°06′W / 24.23°S 318.1°V  | 45       | 2015         | Wadi Hammamat din Egipt, asociat cu petroglifele și mineritul antic.                                                                                               |
| Hamra Patera    | 77°21′S 171°22′W / 77.35°S 171.37°V | 43       | 2015         | Wadi din Iordania, asociat cu stânci de gresie roșie și cu minele antice de cupru.                                                                                 |
| Musa Patera     | 31°21′S 188°28′W / 31.35°S 188.46°V | 69       | 2015         | Wadi Musa din Iordania, aproape de situl arheologic Petra. |
| Natrun Patera   | 30°56′S 183°16′W / 30.93°S 183.26°V | 37,5     | 2015         | Wadi El Natrun din Egipt, locul unor mănăstiri antice, aproape de locul prăbușirii aeronavei lui Antoine de Saint-Exupéry care a inspirat romanul „ Micul Prinț ”. |
| Rum Patera      | 30°40′S 182°49′W / 30.66°S 182.82°V | 38       | 2015         | Wadi Rum din Iordania asociat cu călătoriile lui TE Lawrence, petroglife și mai multe situri neolitice.                                                            |
| Yaroun Patera   | 46°39′S 142°09′W / 46.65°S 142.15°V | 96       | 2015         | Wadi Yaroun din Liban, sit arheologic neolitic. |

## Regiuni
| Nume            | Latitudine | Longitudine | Diametru | Anul numirii | Omonim                                            |
| --------------- | ---------- | ----------- | -------- | ------------ | ------------------------------------------------- |
| Barnard Regio   | 6,8S       | 11,6 W      | 3.200    | 1979         | Edward E.; astronom american (1857-1923).         |
| Galileo Regio   | 45N        | 127W        | 4.440    | 1979         | Galileo Galilei, astronom italian (1564-1642).    |
| Marius Regio    | 2,5N       | 187,7 W     | 4.940    | 1979         | Simon ; astronom german (1570-1624).              |
| Melotte Regio   | 12S        | 245W        | 4.100    | 2013         | Philibert Jacques; astronom britanic (1880-1961). |
| Nicholson Regio | 33.1S      | 6,4 W       | 3.900    | 1979         | Seth Barnes ; astronom american (1891-1963).      |
| Perrine Regio   | 34N        | 28W         | 3.800    | 1979         | Charles D.; astronom american (1867-1951).        |

## Sulci
| Nume             | Latitudine | Longitudine | Diametru | Anul numirii | Namesake                                                                                       |
| ---------------- | ---------- | ----------- | -------- | ------------ | ---------------------------------------------------------------------------------------------- |
| Akitu Sulcus     | 38.9N      | 194.3W      | 365      | 1997         | Unde statuia lui Marduk era purtată în fiecare an.                                             |
| Anshar Sulcus    | 18.0N      | 197.9W      | 1,372    | 1979         | asiro-babilonian; casa din lumea cerească a lui Lakhmu și Lakhamu.                             |
| Apsu Sulci       | 39.4S      | 234.7W      | 1,950    | 1979         | Sumero-Akkadian; oceanul primordial.                                                           |
| Aquarius Sulcus  | 52.4N      | 3.9W        | 1,420    | 1979         | grec; Zeus l-a plasat pe Ganymede printre stele drept constelația Vărsător, purtătorul de apă. |
| Arbela Sulcus    | 21.1S      | 349.8W      | 1,940    | 1985         | Orașul asirian unde se venera Iștar.                                                           |
| Bubastis Sulci   | 72.3S      | 282.9W      | 2,651    | 1988         | Orașul din Egipt unde se venera Bast.                                                          |
| Byblus Sulcus    | 37.9N      | 199.9W      | 645      | 1997         | Orașul fenician antic în care se venera lui Adonis.                                            |
| Dardanus Sulcus  | 46.9S      | 17.5W       | 2,988    | 1979         | grec; unde ganymede a fost răpit de Zeus deghizat în vultur.                                   |
| Dukug Sulcus     | 83.5N      | 3.8W        | 385      | 1985         | Camera cosmică sfântă sumeriană a zeilor.                                                      |
| Elam Sulci       | 58.2N      | 200.3W      | 1,855    | 1985         | Vechiul scaun babilonian al cultului soarelui, în Iranul actual.                               |
| Erech Sulcus     | 7.3S       | 179.2W      | 953      | 1985         | Oraș akkadian care a fost construit de Marduk.                                                 |
| Harpagia Sulcus  | 11.7S      | 318.7W      | 1,792    | 1985         | grec; unde Ganymede a fost răpit de un vultur.                                                 |
| Hursag Sulcus    | 9.7S       | 233.1W      | 750      | 1985         | Muntele sumerian în care vânturile locuiesc.                                                   |
| Kishar Sulcus    | 6.4S       | 216.6W      | 1,187    | 1979         | asiro-babilonian; căminul lumii terestre a lui Lakhmu și Lakhamu.                              |
| Lagash Sulcus    | 10.9S      | 163.2W      | 1,575    | 1985         | Orașul babilonian timpuriu.                                                                    |
| Larsa Sulcus     | 3.8N       | 248.7W      | 1,000    | 2000         | oraș sumerian.                                                                                 |
| Mashu Sulcus     | 29.8N      | 205.7W      | 2,960    | 1979         | asiro-babilonian; munte cu vârfuri gemene unde soarele răsare și apune.                        |
| Mysia Sulci      | 7.0S       | 7.9W        | 5,066    | 1979         | grec; unde Ganymede a fost răpit de un vultur.                                                 |
| Nineveh Sulcus   | 23.5N      | 53.1W       | 1,700    | 1997         | Orașul în care Ishtar era venerată.                                                            |
| Nippur Sulcus    | 36.9N      | 185.0W      | 1,425    | 1985         | Oraș sumerian.                                                                                 |
| Nun Sulci        | 49.5N      | 316.4W      | 1,500    | 1979         | Egiptean; haos; oceanul primordial; deține germenul tuturor lucrurilor.                        |
| Philae Sulcus    | 65.5N      | 169.0W      | 900      | 1997         | Templul care a fost sanctuarul principal al lui Isis.                                          |
| Philus Sulcus    | 44.1N      | 209.5W      | 465      | 1979         | greacă; unde Ganymede și Hebe erau venerați ca dătători de ploaie.                             |
| Phrygia Sulcus   | 12.4N      | 23.5W       | 3,700    | 1979         | greacă; regatul din Asia Mică unde s-a născut Ganymede.                                        |
| Shuruppak Sulcus | 19.3S      | 232.2W      | 2,800    | 2000         | Oraș asiro-babilonian de pe malul râului Eufrat unde zeii au plănuit marele potop.             |
| Sicyon Sulcus    | 32.7N      | 18.5W       | 2,125    | 1979         | greacă; unde Ganymede și Hebe erau venerați ca dătători de ploaie.                             |
| Sippar Sulcus    | 15.4S      | 189.3W      | 1,508    | 1985         | Vechiul oraș babilonian.                                                                       |
| Tiamat Sulcus    | 3.4N       | 208.5W      | 1,330    | 1979         | asiro-babilonian; mare tumultoasă din care s-a generat totul.                                  |
| Umma Sulcus      | 4.1N       | 250.0W      | 1,270    | 2000         | oraș sumerian.                                                                                 |
| Ur Sulcus        | 49.8N      | 177.5W      | 1,145    | 1985         | Vechiul scaun sumerian al venerării lunii.                                                     |
| Uruk Sulcus      | 0.8N       | 160.3W      | 2,200    | 1979         | Oraș babilonian condus de Ghilgameș.                                                           |
| Xibalba Sulcus   | 43.8N      | 71.1W       | 2,200    | 1997         | Maya „loc de frică”; destinația celor care au scăpat de moartea violentă.                      |